# Куриленко Михайло Прокопович
Миха́йло Куриле́нко (нар. 2 (15) листопада 1885, Короп, Чернігівська область — пом. не раніше 1940 р.) — український політичний і громадський діяч, депутат Трудового конгресу України, згодом український підприємець, який опікувався розвитком гуцульських народних промислів.

## Дитинство та навчання
Народився в родині Прокопія та Віри Куриленків. Крім Михайла було ще два сини — Василь та Петро.
У 1909 р. він закінчив Кролевецьке міське училище, і надалі вступив до Київського учительського інституту та навчався там до 1913 року.

## Політична діяльність
В часи Української революції оселяється у Ямполі Подільської губернії, де працює вчителем, викладачем педагогічного училища, стає активним громадським діячем. За гетьманату був змушений покинути Ямпіль і перебратися до Кам'янця-Подільского, де працював директором гімназії. 1918 р. його було запрошено на посаду інструктора позашкільної освіти губернського земства.
Як зазначає В.Приходько «на посаді губерніяльного інструктора [Михайло] Куриленко виявив великі організаційні здібності, в парі з великою відданістю справі. Як інструктор, він їздив по губернії і в часі дикої демобілізації […], наражуючись на всякі неприємності з боку салдатів та ризикуючи захорувати на тиф. Щоб почувати себе в потягах на рівних правах з товаріщами, одягався як товаріщ у засмальцьовану пімняту шинелю, з вещевим мішком на боці та в салдатській шапці», «в брудних теплюшках, повних салдатів, вороже успосіблених до кожного цивіля. Звичайно, ніхто не міг зобов'язати чи примусити Куриленка їздити в таку пору і в таких умовах, але жадоба діяльности, праці, бажання якнайбільше зробити та поспіти на всякі повітові з'їзди та наради „гнали“ Куриленка до цих постійних і небезпечних роз'їздів. Так він став душою відділу, а одночасно з ним, в самій канцелярії».
7 липня 1918 р. Михайла Прокоповича обрали членом Ради Товариства Подільської «Просвіти».
За часів гетьманату, Куриленка кілька разів намагались арештувати, але, своєчасно повідомлений, він виїздив з Кам'янця і мандрував під охороною старшини Українських Січових Стрільців Миколи Саєвича аж до Катеринослава.
13 грудня 1918 р. губернський комісар Г.Степура у порозумінні з головою повітової управи Шевчуком призначив М.Куриленка, як зазначалося, «українського есера» в.о. Новоушицького повітового комісара. А уже 25 грудня 1918 р. наказом Міністерства внутрішніх справ він став повноцінним Новоушицьким повіткомісаром.
У січні 1919 р. він став помічником губернського комісара Поділля, входив до складу комісії з ліквідації українсько-румунського прикордонного конфлікту. Також був обраний депутатом Трудового конгресу України від селян Ушицького повіту Подільської губернії.
У квітні 1919 р. відбулися вибори нової губернської народної управи. До неї увійшли: В.Приходько (голова), М.Река (заступник), М.Куриленко, Ю.Богацький, Я.Огородник, О.Морозовський, М.Ільїнський.
Згідно з наказом Директорії від 21 травня 1919 р. член Подільської губнаруправи М.Куриленко прийшов на посаду губернського комісара. До цієї роботи взявся на початку червня 1919 р., коли було визволено Кам'янець-Подільський.
Влітку 1919 р. М.Куриленко розчарувався у діяльності влади та взяв участь у легальній опозиції проти уряду І.Мазепи. 23 червня 1919 р. Директорії УНР було подано «Меморандум громадських діячів Поділля» за підписами близько 20 осіб, які вимагали від уряду змінити засади політики.
25 липня 1919 р. Рада Народних Міністрів УНР звільнила Михайла Куриленка з посади губернського комісара Поділля.
Учасники надзвичайного зібрання Подільської губернської народної управи, яке відбулося 9 вересня 1919 р., не підтримали звільнення М.Куриленка і висловили «своє довір'я представникові земства, який передчасно залишив свою посаду».
У листопаді 1920 р. М.Куриленко опинився в Галичині. На нього поклали обов'язки директора департаменту нижчої школи Міністерства освіти, у зв'язку з цим відвідав, табір для український військових у м.Ланцуті (Польща). Зайнявся відкриттям початкової школи і гімназії, організацією лекцій, виданням журналу, створенням театру, оркестру, хору тощо.

## Міжвоєнні часи
1921 (за іншими даними, 1922) — виїхав до Косова (з огляду на хворобу легенів своєї дружини). Там його зусиллями, а також зусиллями священика Ю.Герасимовича, адвоката П.Рондяка та видатного вченого-етнографа В.Гнатюка 13 вересня 1922 р. заснували спілку «Гуцульське мистецтво», директором якої він став.

## Репресії
Після приєднання Західної України до СРСР у жовтні 1939 року його заарештували, але після протестів робітників спілки «Гуцульське мистецтво» випустили і навіть призначили директором Косівського художнього технікуму, але у грудні того ж року заарештували вдруге.
За офіційною версією, 18 квітня 1940 його відправили до Житомира. Про подальшу долю жодних відомостей немає.